# 刘卫东 (足球运动员)
刘卫东（1987年1月29日—），中国足球运动员，司职前锋，最後效力于中超球队重庆当代力帆。

## 俱乐部生涯
2007年，刘卫东被提升至长春亚泰一线队，并在3月31日3比2击败辽宁队的比赛中替补出场，上演职业生涯首秀。
2008年10月11日，刘卫东在主场迎战广州医药的比赛打进自己的首个中超进球，帮助长春亚泰6比0狂扫对手。
2010年3月9日，他在2010年亚足联冠军联赛小组赛第二轮长春亚泰主场9比0击败佩西普拉的比赛中替补出场并梅开二度，第一次在洲际比赛进球。